# Tajemniczy Sobotowie
Tajemniczy Sobotowie (ang. The Secret Saturdays) – amerykański przygodowy serial animowany, który powstał w 2008, a jego polska premiera nastąpiła 4 maja 2009 na kanale Cartoon Network. Serial opowiada o kryptozoologii i kryptobotanice (badania kryptyd).

## Obsada
- Sam Lerner – Zak Sobota
- Phil Morris – Solomon „Doc” Sobota, dr Odele
- Nicole Sullivan – Drew Sobota
- Diedrich Bader – Fiskerton
- Fred Tatasciore – Komodo, Zon, Munya
- Will Friedle – Doyle Blackwell
- Liliana Mumy – Wadi
- Susan Blakeslee – dr Miranda Grey
- Jerry Tondo – profesor Talu Mizuki
- Danny Cooksey – dr Paul Cheechoo
- Jeff Bennett – dr Arthur Beeman
- Adam Wylie – Ulraj
- Corey Burton – V.V. Argost, Leonidas Van Rook

## Wersja polska
Opracowanie wersji polskiej: Start International Polska

Reżyseria:
- Agata Gawrońska-Bauman (odc. 1-26),
- Marek Klimczuk (odc. 27-36)

Dialogi polskie: Andrzej Wójcik

Dźwięk i montaż:
- Rafał Wiszowaty (odc. 1-10),
- Janusz Tokarzewski (odc. 11-16, 18, 20-21, 23, 25-26, 31-32, 35-36),
- Michał Skarżyński (odc. 17, 19, 22, 24),
- Kamil Pudlik (odc. 27-30)

Kierownik produkcji: Elżbieta Araszkiewicz

W wersji polskiej udział wzięli:
- Mateusz Narloch –
  - Zak Sobota,
  - Zak Poniedziałek (odc. 12, 23, 35)
- Piotr Warszawski –
  - Solomon „Doc” Sobota,
  - Doc Poniedziałek (odc. 12, 23)
- Beata Jankowska-Tzimas –
  - Drew Sobota,
  - Drew Poniedziałek (odc. 12, 23)
- Stefan Knothe – V.V. Argost
- Leszek Zduń – Doyle Blackwell
- Janusz Wituch –
  - Leonidas Van Rook,
  - Kumarijczyk (odc. 6)
- Jarosław Domin –
  - Artur Beeman,
  - jeden z drwali (odc. 21)
- Cezary Nowak –
  - Dr Henry Cheveyo,
  - Reporter (odc. 17)
- Julia Kołakowska – Miranda (oprócz odc. 23)
- Jan Kulczycki –
  - Gryzłak,
  - Ian (odc. 9),
  - Kryptyda z rogami (odc. 15),
  - Gokul (odc. 31)
- Andrzej Arciszewski –
  - dr Odele (odc. 2, 6),
  - profesor Talu Mizuki (odc. 3, 27)
- Janusz Zadura – Shoji Fuzen (odc. 3, 19)
- Grzegorz Drojewski –
  - Ulraj (odc. 6, 14, 22, 34),
  - Charles (odc. 9)
- Joanna Pach – Lily (odc. 9)
- Hanna Kinder-Kiss –
  - mama Charlesa i Lily (odc. 9),
  - Dr Pachacutec (odc. 11)
- Zbigniew Suszyński – agent Epsilon (odc. 10, 23, 33)
- Kajetan Lewandowski – Francis (odc. 10, 23, 33)
- Agata Gawrońska-Bauman – reporterka (odc. 11)
- Klaudiusz Kaufmann – dr Paul Cheechoo (odc. 11, 24, 35)
- Justyna Bojczuk – Wadi (odc. 11, 19)
- Beata Wyrąbkiewicz – Wadi (odc. 34)
- Wojciech Machnicki –
  - Eterno (odc. 11),
  - zła kopia Komodo (odc. 12, 23),
  - dr David Bara (odc. 25)
- Paweł Szczesny –
  - dr Lancaster (odc. 15),
  - Kamienna Lemuriańska Twarz (odc. 20)
- Miłogost Reczek –
  - Dr Lee (odc. 15)
  - Fiskerton Phantom
- Piotr Bąk – burmistrz (odc. 16)
- Izabella Bukowska –
  - Sita (odc. 16),
  - Abbey (odc. 20-21, 32)
- Brygida Turowska –
  - Naga, Wężowa Dama (odc. 18, 20, 22, 27, 31, 36),
  - drwalka (odc. 21),
  - reporterka (odc. 23)
- Adam Bauman – Harger (odc. 21)
- Beata Łuczak – Miranda (odc. 23)
- Mikołaj Klimek – Batington (odc. 27)
- Joanna Jabłczyńska – Tiacapan (Tica) (odc. 29)
- Robert Tondera – Baron Finster (odc. 36)
- Cezary Kwieciński – Grasshomme (odc. 32)

Lektor:
- Andrzej Leszczyński (odc. 1-26)
- Jakub Urlich (odc. 27-36)

## Odcinki
- Serial liczy 36 odcinków.
- Serial w Polsce pojawił się na kanale Cartoon Network –
  - I seria (odcinki 1-26) – 4 maja 2009 roku,
  - II seria (odcinki 27-36) – 6 czerwca 2010 roku.

### Spis odcinków
| Premiera odcinka | Nr | Polski tytuł                      | Angielski tytuł                   |
| ---------------- | -- | --------------------------------- | --------------------------------- |
|                  |    |                                   |                                   |
| Seria pierwsza   |    |                                   |                                   |
|                  |    |                                   |                                   |
| 04.05.2009       | 01 | Kamień Kura                       | The Kur Stone                     |
| 05.05.2009       | 02 | Kamień Kura                       | The Kur Stone                     |
|                  |    |                                   |                                   |
| 06.05.2009       | 03 | Zemsta Hibagona                   | The Vengeance of Hibagon          |
|                  |    |                                   |                                   |
| 07.05.2009       | 04 | Jaskinie na wyspie Ellefa Rignesa | The Ice Caverns of Ellef Ringnes  |
|                  |    |                                   |                                   |
| 08.05.2009       | 05 | Zgadnij kto będzie obiadem        | Guess Who’s Going to Be Dinner?   |
|                  |    |                                   |                                   |
| 11.05.2009       | 06 | Władca Kumari Kandam              | The King of Kumari Kandam         |
|                  |    |                                   |                                   |
| 12.05.2009       | 07 | Uczeń Van Rooka                   | Van Rook’s Apprentice             |
|                  |    |                                   |                                   |
| 13.05.2009       | 08 | Tysiąc dwieście stopni            | Twelve Hundred Degrees Fahrenheit |
|                  |    |                                   |                                   |
| 14.05.2009       | 09 | Sowa żeruje o północy             | The Owlman Feeds at Midnight      |
|                  |    |                                   |                                   |
| 15.05.2009       | 10 | Rój na skraju świata              | The Swarm at the Edge of Space    |
|                  |    |                                   |                                   |
| 18.05.2009       | 11 | Eterno                            | Eterno                            |
|                  |    |                                   |                                   |
| 19.05.2009       | 12 | Czarny Poniedziałek               | Black Monday                      |
|                  |    |                                   |                                   |
| 20.05.2009       | 13 | Kryptyda przeciwko Kryptydzie     | Cryptid vs. Cryptid               |
|                  |    |                                   |                                   |
| 21.05.2009       | 14 | Podziemna panna młoda             | The Underworld Bride              |
|                  |    |                                   |                                   |
| 22.05.2009       | 15 | Duch w maszynie                   | Ghost in the Machine              |
|                  |    |                                   |                                   |
| 25.05.2009       | 16 | Rodzinne spotkania                | Something in the Water            |
|                  |    |                                   |                                   |
| 26.05.2009       | 17 | Cel: Fiskerton                    | Target: Fiskerton                 |
|                  |    |                                   |                                   |
| 27.05.2009       | 18 | Powrót do fabryki koszmarów       | Once More the Nightmare Factory   |
|                  |    |                                   |                                   |
| 28.05.2009       | 19 | Klątwa skradzionego tygrysa       | Curse of the Stolen Tiger         |
|                  |    |                                   |                                   |
| 29.05.2009       | 20 | Strażnik Kura                     | The Kur Guardian                  |
|                  |    |                                   |                                   |
| 01.06.2009       | 21 | Pokarm olbrzymów                  | Food of the Giants                |
|                  |    |                                   |                                   |
| 02.06.2009       | 22 | Szpila Atlasa                     | The Atlas Pin                     |
|                  |    |                                   |                                   |
| 03.06.2009       | 23 | Paryż się topi                    | Paris Is Melting                  |
|                  |    |                                   |                                   |
| 04.06.2009       | 24 | Gdzie leży Pochłaniacz?           | Where Lies the Engulfer           |
|                  |    |                                   |                                   |
| 05.06.2009       | 25 | Cienie Lemurii                    | Shadows of Lemuria                |
|                  |    |                                   |                                   |
| 08.06.2009       | 26 | Przebudzenie Kura                 | Kur Rising                        |
|                  |    |                                   |                                   |
| Seria druga      |    |                                   |                                   |
|                  |    |                                   |                                   |
| 06.06.2010       | 27 | Kur                               | Kur                               |
| 08.06.2010       | 28 | Kur                               | Kur                               |
|                  |    |                                   |                                   |
| 09.06.2010       | 29 | Tysiące oczu Ahuizotla            | The Thousand Eyes of Ahuizotl     |
|                  |    |                                   |                                   |
| 10.06.2010       | 30 | W paszczy mroku                   | Into the Mouth of Darkness        |
|                  |    |                                   |                                   |
| 11.06.2010       | 31 | Legion Garudy                     | Legion of Garuda                  |
|                  |    |                                   |                                   |
| 14.06.2010       | 32 | Powrót Tsul ’Kalu                 | The Return of Tsul ’Kalu          |
|                  |    |                                   |                                   |
| 15.06.2010       | 33 | Wężowe oko                        | The Unblinking Eye                |
|                  |    |                                   |                                   |
| 16.06.2010       | 34 | Życie w podziemiu                 | Life in the Underground           |
|                  |    |                                   |                                   |
| 17.06.2010       | 35 | A wrogów jeszcze bliżej           | And Your Enemies Closer           |
|                  |    |                                   |                                   |
| 18.06.2010       | 36 | Wojna Kryptyd                     | War of the Cryptids               |
|                  |    |                                   |                                   |

## Odcinki w komiksach
Seria pierwsza (Cartoon Network Magazyn)
- Wilk, wilk
- Klątwa Kanibala
- (Nie)zwyczajna Niania
- Burza, która wstrząsnęła Japonią
- Ucieczka z Dziwnego Świata
- Jaskinia Kakusa
- Smacznego
- Zaginiony król Afryki cz.1
- Zaginiony król Afryki cz.2